# Saponia
Saponia d.d. je osječka kemijska industrija koja se bavi proizvodnjom deterdženata te proizvoda za osobnu higijenu i sredstava za kućansku i industrijsku čistoću. Tvrtka je osnovana 1894. dok ju je 1998. preuzela širokobriješka tvrtka Mepas.

## Povijest
1894. godine Samuel Reinitz je u Osijeku osnovao obrtničku radionicu za proizvodnju sapuna koja se 1922. povezala s tvrtkom Georga Schichta. Time je obrtnička radionica povećala proizvodnju te počela proizvoditi nove proizvode.
Autor znaka/loga Saponie je Antun Peić. Osječki grafički dizajner i umjetnik, rođen 4.11.1929. te preminuo 2.12.2014. godine.
Tvornice sapuna iz Schichtova koncerna se 1930. spajaju s britanskim koncernom Lever Brothers dok je nakon Drugog svjetskog rata tvornica nacionalizirana te nastavlja raditi pod imenom „Prva tvornica sapuna Osijek“.
1952. tvornica je započela s proizvodnjom kozmetičkih proizvoda dok sljedeće godine dobiva ime Saponia koje nosi i danas. Također, Saponia je bila među prvima na ovim prostorima koja je provodila marketinške akcije dok je 1962. osnovala vlastiti istraživački institut.
Tijekom 1960-ih tvrtka je sklopila ugovor o tehničkoj suradnji s Unileverom dok je sredinom 1970-ih rekonstruiran pogon za proizvodnju praškastih deterdženata čime je podignut godišnji kapacitet proizvodnje na 110.000 tona.
1981. su na izdvojenoj lokaciji u Nemetinu puštene u rad nove suvremene tvornice za proizvodnju tekućih deterdženata i toaletno-kozmetičkih proizvoda, kao i impresivan distribucijski centar.

## Razdoblje nakon raspada SFRJ
Saponia je tijekom Domovinskog rata pretrpjela velike štete na objektima i jedan je od najvećih ratnih stradalnika. Tvrtka je kasnije započela s poratnom proizvodnjom i obnovom tvornice dok je 1994. postala dioničko društvo.
Širokobriješka tvrtka Mepas koja se bavi uvozom i distribucijom hrvatskih i stranih brandova u Bosnu i Hercegovinu, 1998. godine preuzima Saponiju te započinje snažan investicijsko-razvojni ciklus.
Početkom 2000-ih je rekonstruiran pogon za proizvodnju praškastih deterdženata, čime je modernizirana tehnologija proizvodnje u skladu s najsuvremenijim trendovima. Obnovljeno je i skladište gotove robe u Nemetinu na površini od 13.000 četvornih metara korisnoga skladišnog prostora.
Osim kao kemijska industrija, Saponia se bavi i proizvodnjom PET ambalaže.

## Proizvodi
Saponia danas na tržištu nudi sljedeći proizvodni program:
- Proizvodi za domaćinstva
  - Prašci za rublje (Faks Helizim, Rubel, Bioaktiv, Nila, Ornel i Bis)
  - Sredstva za pranje posuđa (Likvi, Tipso, Likvi Automat)
  - Sredstva za čišćenje (Vim, Arf, Perin WC)
  - Proizvodi za oralnu higijenu (Kalodont zubne paste i četkice za zube)
  - Proizvodi za njegu tijela (Frutella, Lahor, Kaina, Brinell, DI Sunprotection)
- Proizvodi za institucijsku potrošnju
  - Prašci za rublje (Faks Helizim Aquamarine Hygienic, Rubel Color Fresh, Professional by Faks Helizim)
  - Proizvodi za higijenu kuhinja
    - Sredstva za strojno pranje posuđa i čaša (Blistal Likvid, Blistal Final, Blistal Supreme, Blistal Supreme Plus, Blistal Neutral, Blistal Glass, Blistal Blic, Blistal Primar, Blistal Sol)
    - Sredstva za ručno pranje i čišćenje (Tipso Extra, Blistal DD, Bis C 5404, Bis O 2700, Bis S 0100 DIMAL, Blistal Fit, Bis Dimal Spray, Bis Niro, Bis Kombi 25, Bis K 8015, Bis Dezi-clean)

  - Sredstva za čišćenje (Gord, Bis Univerzal, Bis Hygienic, Bis staklo, Bis staklo antistatic, Podin Universal flower, Podin Universal antibacterial, Bis Podex, Podin A, Podin B, Podin Blic, Tepihel)
  - Proizvodi za čišćenje sanitarija (Bis Ekobad, Bis Sanibad Fresh, Bis Duo Active, Bis Sanex, Bis Niro, Perin WC Strong, Bis WC Fresh)
  - Toaletni proizvodi
    - Tekući sapuni (Akval Toalet, Akval Tropic, Akval Dezinid parfimirani, Akval Dezinid neparfimiraniAkval Simplex, Bis Handysept)
    - Hotelska kolekcija proizvoda (hotelski sapun, šamponi za kosu, kape za tuširanje, pribor za šivanje, celofan za čaše, vreće za prljavo rublje, higijenske vrećice, trake za wc)
- Industrijska potrošnja
  - Tehnička podrška i know-how

## Poznati djelatnici
- Mile Krajina, hrv. guslar i hrv. pučki pjesnik[4]

## Vanjske poveznice
- Saponijina službena web stranica
- Saponia d. d. Hrvatska tehnička enciklopedija, portal hrvatske tehničke baštine. LZMK